# Курбанов Джахон Абдусаїдович
Курбанов Джахон Абдусаїдович (12 лютого 1986, Ленінабад, Таджицька Радянська Соціалістична Республіка) — таджицький боксер, чемпіон Азії та Азійських ігор.

## Спортивна кар'єра
2005 року Джахон Курбанов став чемпіоном Азії в середній вазі після перемоги у фіналі над Чо Док Чжин (Південна Корея).
2006 року вже у напівважкій вазі став чемпіоном Азійських ігор, здобувши чотири перемоги, у тому числі у чвертьфіналі над чемпіоном світу 2005 Ердосом Жанабергеновим (Казахстан) — 33-21 і у фіналі над Сон Хак Сон (Південна Корея) — 30-15.
2007 року на чемпіонаті Азії програв у чвертьфіналі майбутньому олімпійському чемпіону Чжан Сяопін (Китай).
На чемпіонаті світу 2007 програв в другому бою Еркебулану Шиналієву (Казахстан) дискваліфікацією в четвертому раунді.
На першому азійському кваліфікаційному турнірі Курбанов завоював путівку на Олімпійські ігри 2008.

### Виступ на Олімпіаді 2008
- В 1/16 фіналу переміг чемпіона світу 2007 Аббоса Атоєва (Узбекистан) — 11-3
- В 1/8 фіналу переміг Марьо Шиволія (Хорватія) — 8-1
- У чвертьфіналі програв Еркебулану Шиналієву (Казахстан) — DQ3

(Таджицький боксер був дискваліфікований за укус суперника наприкінці третього раунду. На момент зупинки поєдинку Шиналієв вів з рахунок 12-6. Цікаво те, що їх перша зустріч на чемпіонаті світу 2007 теж закінчилася дискваліфікацією Курбанова.)
У грудні 2008 року завоював бронзу на Кубку світу в Москві, програвши у півфіналі Аббосу Атоєву за додатковими очками — 9-9(+).
На чемпіонаті світу 2009 Курбанов у важкій вазі програв в другому бою.
2010 року завоював бронзову медаль на Азійських іграх, програвши Манприту Сінґху (Індія). На чемпіонаті Азії 2011 програв в першому бою. На чемпіонаті світу 2011 в першому бою переміг Манприта Сінґха, а в другому програв Артуру Бетербієву (Росія) — AB 2, після чого вирішив повернутися в напівважку вагу.
Джахон Курбанов кваліфікувався на Олімпійські ігри 2012, але на Олімпіаді програв в першому ж бою Яхія ель Мекахарі (Туніс) — 8-16.
На чемпіонаті світу 2013 знов взяв участь у важкій вазі, але програв в першому бою Левану Гуледані (Грузія). На чемпіонаті світу 2015 програв в першому бою Ігорю Якубовському (Польща) і завершив виступи.